# Ассирийский плен

Депортация Северного царства ассирийской империей

Ассирийский плен (или ассирийское изгнание) — период в истории народа Израиля, во время которого несколько тысяч израильтян из древней Самарии были угнаны в Ассирию и её провинции.

## Пленение
Северное Израильское царство было разгромлено ассирийскими царями Тиглатпаласаром III и Салманасаром V. Завершил осаду Самарии (722 до н. э.) следующий правитель Ассирии — Саргон II, окончательно уничтожив таким образом Северное царство. Завершился и двадцатидвухлетний упадок этого царства, на его месте были образованы ассирийские области, заселённые пленными из других провинций Ассирии. Начало пленения произошло примерно в 740 году до н. э. (по другим источникам — 732 до н. э.) (см. 1Пар. 5:26). По ассирийским клинописным источникам из Дур-Шаррукина, из Самарии было депортировано 27 290 пленников. Южное Иудейское царство тогда выстояло, скорее всего ещё действовал неравноправный союзный договор против северян, заключённый Тиглатпаласаром III и Ахазом.

## Изгнание
В отличие от более поздних изгнанников Иудейского Царства, которые смогли вернуться из вавилонского пленения, 10 колен Северного царства не получили разрешение вернуться на родину. Дальнейшая их судьба неизвестна, существует множество научных и паранаучных гипотез по этому поводу. Спустя много столетий, раввины реставрированной Иудеи продолжали спорить о судьбе потерянных колен. Советские ассириологи во главе с И. М. Дьяконовым предположили, что уже будучи главным образом арамееязычными, северные колена, попав в плену в окружение аналогичного арамееязычного сельского населения верхнемесопотамских провинций Ассирии, полностью были ими ассимилированы и потеряли связь с еврейско-говорящими иудеями.